# Ole Sigmund
Ole Sigmund (født 28. maj 1966) er en dansk maskiningeniør og professor i faststofmekanik på Institut for Mekanisk Teknologi på Danmarks Tekniske Universitet. Hans forskningsbidrag inden for topologioptimering inkluderer mikrostrukturdesign, nanooptik, fotoniske krystaller, Matlabkodning, akustik og fluider. I 2003 var han medforfatter på Topology Optimization - Theory, Methods and Applications med Martin P. Bendsøe. Hans forskningsgruppe var de første til at lave gigaopløsnings topologioptimering, hvilket gjorde det muligt for første gang at optimere hele vingestrukturen på en Boing 777.

## Uddannelse og karriere
Sigmund gik på Tornbjerg Gymnasium, før han startede på Danmarks Tekniske Universitet, hvor han færdiggjorde sin kandidatgrad i 1991. Han læste herefter en ph.d. samme sted, som han færdiggjorde i 1995.
Han arbejdede på University of Duisburg-Essen som forskningsassistent fra 1991-1992, og blev postdoc ved Princeton Materials Institute, Princeton University (1995-1996). Han blev Dr.techn. i 2001.
Sigmund blev ansat på Institut for Mekanisk Teknologi i 1997, og er siden blev udnævnt som professor. Han havde orlov fra DTU i 2012, hvor han arbejdede på University of Colorado Boulder.
Fra 2004-2010 var han formand for Danish Center for Applied Mathematics and Mechanics (DCAMM)  og han var udnævnt som præsident for International Society for Structural and Multidisciplinary Optimization (ISSMO) fra 2011-2015 (and Executive Member 2015-2023). Sigmund blev medlem Akademiet for de Tekniske Videnskaber i 2003 og af Videnskabernes Selskab i 2008.
I 2008 modtog han EliteForsk-prisen, der uddeles årligt af Uddannelses- og Forskningsministeriet til forskere under 45 år. I 2010 modtog han Villum Kann Rasmussens Årslegat, "for hans fremragende og innovative forskning inden for topologi-optimering, især inden for faststofmekanik og strukturel optimering." Han er efterfølgende blevet Villum Investigator, der er med til at udvælge fremtidige modtagere.
I 2020 modtager Ole Sigmund hæder fra Dronning Margrethe II i form af Ridderkors.

## Privatliv
Ole Sigmund har bopæl i Kongens Lyngby, hvor han bor med sin kone og to børn (f. 2005 & 2003). 